# Fredrik Petersen (teolog)

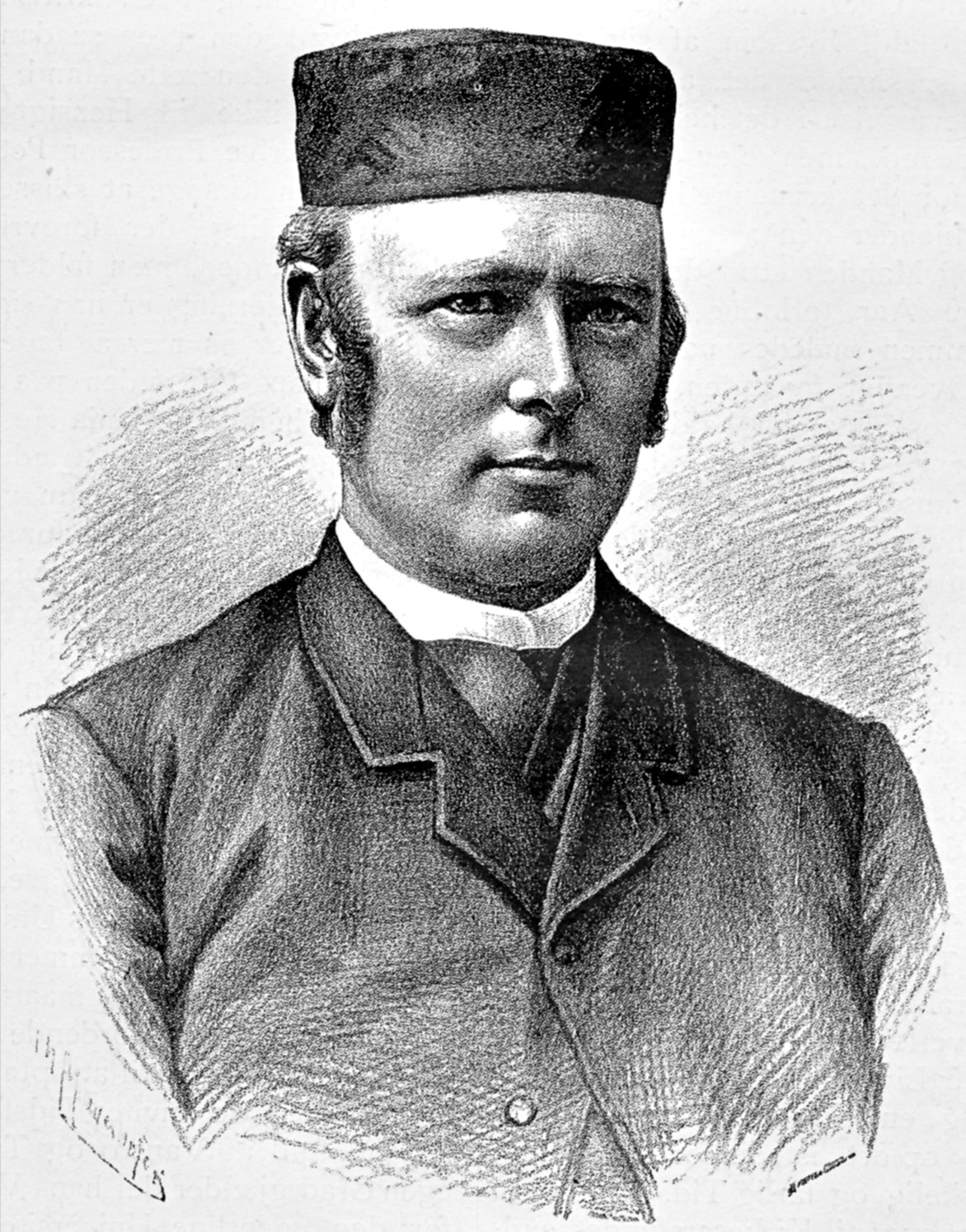
Fredrik Petersen 1891.

Fredrik Petersen, född den 23 april 1839 i Stavanger, död den 9 april 1903 i Kristiania, var en norsk teolog. 
Petersen, som blev teologie kandidat 1862, universitetsstipendiat i teologi 1868, präst i Skien 1873, 1875 professor i systematisk teologi vid Kristiania universitet, var en religiöst frisinnad, kritiskt anlagd personlighet, vars verksamhet som universitetslärare fick vittgående betydelse. Testamentariskt stiftade han ett universitetslegat på 2 000 kronor årligen till stipendier utan fackhänsyn åt unga vetenskapsmän.
Han bröt med den stränga ortodoxin, som oinskränkt behärskat teologiska fakulteten i närmast föregående mansålder. På samma gång som han hävdade de varaktiga värdena i kyrkans traditionella lära, upplöste han det nedärvda teologiska systemet. Huvudsaken för honom var det personliga förhållandet till Kristus som medlare mellan Gud och människan. Petersens undervisning övade stort inflytande på den teologiska ungdomen på 1880- och 90-talen. 
Hans författarskap var inte särdeles omfångsrikt, men nådde fram till en stor publik. Den av hans programskrift Hvorledes bør kirken møde nutidens vantro? (1880) föranledda starkt upprörda diskussionen bemötte han i de inte mindre uppseendeväckande småskrifterna Forskningen og den christelige tro (1886) och Fritænkerne og kristentroens moralske værd (1891). En storm hos sina samtida väckte han med föredraget och broschyren Om inspirationen (1887).